# حويق
حويق (بالفارسية: حویق) هي منطقة سكنية تقع في إيران في ناحية حويق ‏. يقدر عدد سكانها بـ 1,237 نسمة .